# Eparchia karagandyjska
Eparchia karagandyjska – jedna z eparchii Rosyjskiego Kościoła Prawosławnego, z siedzibą w Karagandzie. Jej obecnym (2013) ordynariuszem jest biskup karagandyjski i szachtyński Sebastian (Osokin), zaś funkcję katedry pełni sobór Wprowadzenia Matki Bożej do Świątyni w Karagandzie.
Eparchia została erygowana decyzją Świętego Synodu Rosyjskiego Kościoła Prawosławnego z 6 października 2010. Objęła część obszarów wchodzących dotąd w skład eparchii astańskiej oraz eparchii szymkenckiej. Jej pierwszym ordynariuszem został 20 lutego 2011 biskup Sebastian (Osokin).